# 30歳まで童貞だと魔法使いになれるらしい
『30歳まで童貞だと魔法使いになれるらしい』（30さいまでどうていだとまほうつかいになれるらしい）は、豊田悠による日本の漫画作品。Twitterで話題となり、2018年9月1日より『ガンガンpixiv』（スクウェア・エニックス）にて連載中。略称は「チェリまほ」。「全国書店員が選んだおすすめBLコミック2019」1位に輝いている。2024年8月時点で累計発行部数は300万部を突破している。

## 来歴
2013年頃、作者の豊田悠が、恋愛経験がない人が「触れた人の心が読める」という能力を得たらという話をラブコメディでやると面白いと考え、フックとして「30歳まで童貞だと魔法使いになれる」という都市伝説を組み合わせて作品の土台を制作。Twitterに投稿する際、能力を持つ側がアタックされたほうが面白いと考え、現在の形になった。当初は4ページの単発漫画で終わらせるつもりだった。

## あらすじ
童貞のまま30歳を迎えた安達清は、「触れた人の心が読める」という魔法を手に入れてしまった。出社する安達は、ひょんなことから営業部の同期のイケメン・黒沢優一の心を読んでしまうが、聞こえてきたのは自分への恋心だった。

## 登場人物
声の項はドラマCD版 / テレビアニメ版の順に記載。1人しか記載がない場合はCDドラマ版。
演の項はテレビドラマ版 / 舞台の順に記載。1人しか記載がない場合はテレビドラマ版。

### 主要人物
安達 清（あだち きよし）
声 - 阿部敦 / 小林千晃
演 - 赤楚衛二 / 松田凌
主人公。童貞のまま30歳を迎えたことにより“触れた人の心が読める魔法”を手に入れた冴えないサラリーマン。黒沢から好意を寄せられていることを知り戸惑う。事務員。
黒沢 優一（くろさわ ゆういち）
声 - 佐藤拓也 / 鈴木崚汰
演 - 町田啓太 / 荒牧慶彦
安達の同期。営業部エース。安達へ密かに思いを寄せる社内随一のパーフェクトイケメン。
柘植 将人（つげ まさと）
声 - 興津和幸 / 古川慎
演 - 浅香航大 / 菊池修司
安達の大学時代からの友人。捨て猫の「うどん」を飼い始める恋愛小説家。湊が気になって仕方がない。
綿矢 湊（わたや みなと）
声 - 天﨑滉平 / 佐藤元
演 - ゆうたろう / 中山咲月
プロ志願のダンサー。宅配便のアルバイトで柘植のエリアを担当する。行方不明になり心配した捨て猫が柘植に拾われていたことから、柘植と親交を持つ。

### 株式会社豊川
六角 祐太（ろっかく ゆうた）
声 - 広瀬裕也 / 白井悠介
演 - 草川拓弥 / 坂井翔
営業部のチャラい新卒社員。湊とは大学時代に同じダンスサークル仲間であった友人。
藤崎 希（ふじさき のぞみ）
声 - 関根明良 / 小清水亜美
演 - 佐藤玲 / 高田夏帆
清楚な腐女子の事務員。「豊川の社員になりたい」というファンの概念から誕生したキャラクター。黒沢と安達の仲をそっと見守る。
羽鳥（はとり）
秘書課。藤崎の友人。
須賀（すが）
開発。藤崎の友人。
楠本（くすもと）
長崎支部勤務。

### 取引先
松浦 由紀子（まつうら ゆきこ）
声 - 小平有希 / える
演 - 阿南敦子 / 長谷川唯
安達たちの会社の取引先のやり手の女社長。

## 書誌情報
- 豊田悠『30歳まで童貞だと魔法使いになれるらしい』スクウェア・エニックス〈ガンガンコミックスpixiv〉、既刊15巻（2025年1月21日現在）
  1. 2018年9月7日発売[11][12][13]、ISBN 978-4-7575-5835-9
  2. 2019年5月22日発売[14][15]、ISBN 978-4-7575-6127-4
  3. 2019年11月22日発売[16][17]、ISBN 978-4-7575-6390-2
  4. 2020年5月22日発売[18][19]、ISBN 978-4-7575-6649-1 / ISBN 978-4-7575-6650-7（「腐女子たちの純愛妄想小冊子」付き特装版[20]）
  5. 2020年10月22日発売[21][22]、ISBN 978-4-7575-6906-5
  6. 2020年12月22日発売[23][24]、ISBN 978-4-7575-6979-9
  7. 2021年4月22日発売[25][26]、ISBN 978-4-7575-7203-4 / ISBN 978-4-7575-7204-1（「恋する男たちの純愛（ピュアラブ）妄想小冊子」付き特装版[25][27]）
  8. 2021年10月21日発売[28][29]、ISBN 978-4-7575-7501-1 / ISBN 978-4-7575-7500-4（「愛し合いう男たちの純愛（ピュアラブ）ヒストリー小冊子」付き特装版[30]）
    - 韓国版が発売されている[31]。

  9. 2022年3月22日発売[32][33]、ISBN 978-4-7575-7831-9
  10. 2022年4月21日発売[34][35]、ISBN 978-4-7575-7853-1 / ISBN 978-4-7575-7854-8（「純愛（ピュアラブ）Wedding Book」付き特装版[34][36]）
  11. 2022年11月22日発売[37][38]、ISBN 978-4-7575-8265-1 / ISBN 978-4-7575-8266-8（「純愛（ピュアラブ）Wedding After Party-Just married-小冊子」付き特装版[39]）
  12. 2023年7月22日発売[40][41]、ISBN 978-4-7575-8670-3 / ISBN 978-4-7575-8671-0（恋する男たちの純愛（ピュアラブ）交換日記小冊子付き[42]）
  13. 2023年12月21日発売[43]、ISBN 978-4-7575-8968-1
  14. 2024年4月22日発売[44]、ISBN 978-4-7575-9025-0 / ISBN 978-4-7575-9026-7（ドラマCD〜30歳まで売れないとアイドルになれるらしい〜付き[45]）
  15. 2025年1月21日発売[46]、ISBN 978-4-7575-9581-1 / ISBN 978-4-7575-9582-8（純愛カップルアルバム小冊子付き[47]）

## ドラマCD
2019年10月、フロンティアワークスよりドラマCD化された。 
2021年9月29日には第2巻が、同年10月27日には第3巻が発売された。

### キャスト（ドラマCD）
主要キャスト
- 安達清：阿部敦
- 黒沢優一：佐藤拓也
- 柘植将人：興津和幸
- 宅配員（綿矢湊）：天﨑滉平

その他
- ナレーション：利根健太郎[注 1]
- 社長：野瀬育二
- 課長：上田燿司
- 女性社員：風間万裕子
- 男性社員：近藤雄介
- 六角祐太：広瀬裕也
- 藤崎希：関根明良
- 黒沢の姉：生天目仁美

### スタッフ（ドラマCD）
- 脚本：白瀧由裕
- エンジニア：成田一明
- アシスタントエンジニア：白川あかり／太田泰明
- 音響監督：関根奈美
- 音響効果：北方将実
- 音響制作：エスターセブン
- 音響制作担当：北垣貴司
- 録音スタジオ：スタジオJumo
- プロデューサー：松澤博
- エグゼクティブプロデューサー：辻政英

### 品番
| 巻数  | 発売日         | 規格品番  | JANコード         |
| ----- | -------------- | --------- | ----------------- |
| 第1巻 | 2019年10月23日 | FFCL-0035 | JAN 4571436944542 |
| 第2巻 | 2021年09月29日 | FFCL-0052 | JAN 4589644770600 |
| 第3巻 | 2021年10月27日 | FFCL-0053 | JAN 4589644770617 |

### イベント
- ドラマCD『30歳まで童貞だと魔法使いになれるらしい』発売記念スペシャルイベントが2022年02月19日に浜離宮朝日ホール音楽ホールで開催された。阿部敦、佐藤拓也、利根健太朗が参加した[51]。

## テレビドラマ（日本版）
2020年10月9日から12月25日まで、テレビ東京系「木ドラ25」枠にて放送された。主演は本作が単独での連続ドラマ初主演となる赤楚衛二。舞台は文具会社「豊川」に設定。
放送批評懇談会2020年12月度ギャラクシー賞月間賞を受賞した。「繊細な人間愛と優しさに溢れたストーリー、出演者たちの魅力により、SNSでも国内外で盛り上がりを見せ、ドラマ満足度も連続1位を独走した。制作側も想定外の大化けぶりだったようだが、見れば納得の作品である」との評を得る。

第7話は、Twitterで世界トレンド5位の大反響をみせた。ちなみに、国内では1位だった。

また、第12回BLアワード2021 ベスト映像部門で第３位に選ばれている(実写では事実上の1位)。

なお、2022年4月8日に同じキャスト・スタッフによる映画が公開された。
原作者の豊田悠は、第1話を見たとき、「漫画そのものというよりも、安達と黒沢の魂を持つ人間が現実社会にいたらこうだろうな、と思わざるを得ないフィット感というかリアル感に本当に驚きました」という。

### キャスト（テレビドラマ）
安達清
演 - 赤楚衛二
冴えない「豊川」の事務員。都市伝説「30歳まで童貞だと魔法使いになる」ウワサを信じてなかった。そして30歳になった当日、人の心の『声』が聞こえてしまい驚く。さらに、エレベーターで一緒になった「共通点は同期ということと性別だけ」であるスーパー営業マン・黒沢優一と触れあった途端、自分への好意丸だしの『声』が聞こえ『駄目。完全にキャパオーバー』と距離を置くが、残業の帰りに黒沢の『思い』を知り、泣きそうになる。紆余曲折あれど、黒沢の『思い』を受け入れようとする。
黒沢優一
演 - 町田啓太
安達と同期の有能スーパー営業マン。どんな人にもやさしく、仕事が丁寧で、先輩からの依頼も嫌な顔ひとつしない安達に好意を持つ。ちなみに、安達以外の人物には男女問わず興味がない様子。
柘植将人
演 - 浅香航大
安達とは大学時代からの友だち。堅物な作家である。湊と接するうち、湊への思いが膨らんでいく。
うどんという猫を飼っている。
綿矢湊
演 - ゆうたろう
柘植の家へ宅配に訪れる若者。捨て猫だったうどんを飼っていることを知り、良かったなあと喜ぶ。一方でダンスに力を入れている。
六角祐太
演 - 草川拓弥（超特急）
豊川の若き営業マン。湊とは同じダンスグループの仲間だった。安達を「気配りスト」と尊敬し、友人の湊を応援している。
藤崎希
演 - 佐藤玲
黒沢と安達を見守る豊川の女性事務員。原作者・豊田の承諾のもと、原作の腐女子設定はクローズし、「恋愛がなくても毎日を楽しく生きている女性」と設定されている。
浦部健吾
演 - 鈴之助
ドラマオリジナルキャラクター。安達の先輩で既婚者。安達に結婚や童貞卒業を急かすなど昭和気質だが、安達を気遣う優しい一面も。
社員
演 - 友咲まどか、栗原沙也加、加藤大騎、牧トオル、名倉七海、大野淳基、滝山博之、岡田賢飛、木村新吾、影山真子、佐々木大芽、壱の家金の介、関口健太、プレッシャー中谷、前岡由惟、伴智史、岩本澪、桃井八重、杏香里、相田雄一郎、宮森右京

#### ゲスト

##### 第1話
おにぎり屋の男子店員
演 - 吉田ウーロン太（第5話・第11話・第12話）
警官
演 - 海老原恒和

##### 第3話
飲み会参加の社員
演 - 野杁俊希、上地春奈、中野マサアキ、森南波

##### 第4話
チンピラ
演 - 倉冨なおと、井澤勇貴
橋本社長
演 - 原金太郎（第5話）

##### 第5話
黒沢の姉
演 - 野崎萌香（第6話）

##### 第6話
配達員
演 - 春木生、未来也、谷手人
大学生
演 - 朝井瞳子、金森朱音

##### 第7話
松浦社長
演 - 阿南敦子
会社上司
演 - 橋本拓也、乙黒史誠
告白女性
演 - 土路生優里、田辺真南葉、森谷菜緒子、星野梨華
受付女性
演 - 音希風花

##### 第8話
圭太
演 - 岩本晟夢（第9話）
達央
演 - 福松凜

##### 第11話
寺島部長
演 - 峯村リエ
寺島の部下
演 - 和知龍範

### スタッフ（テレビドラマ）
- 原作 - 豊田悠（「ガンガンpixiv」連載）
- 脚本 - 吉田恵里香[94]、おかざきさとこ[94]
- 音楽 - 堀口純香
- オープニングテーマ - Omoinotake「産声」（NEON RECORDS）[58]
- エンディングテーマ - DEEP SQUAD「Good Love Your Love」（ソニー・ミュージックレーベルズ）[58]
- 監督 - 風間太樹[94]、湯浅弘章[94]、林雅貴[94]
- プロデューサー - 本間かなみ（テレビ東京）[94]、井原梓（テレビ東京）[94]、熊谷理恵（大映テレビ）[94]
- 制作 - テレビ東京、大映テレビ株式会社
- 製作著作 - 「30歳まで童貞だと魔法使いになれるらしい」製作委員会[94]（テレビ東京、スクウェア・エニックス、大映テレビ、ソニー・ミュージックエンタテインメント）

### 受賞
- ギャラクシー賞
  - 2020年12月度月間賞[95]
  - 第58回テレビ部門 奨励賞[96]
  - 第58回 マイベストTV賞 第15回グランプリ[97][98]
- 『WEIBO Account Festival in Japan 2020』
  - 話題俳優賞（赤楚衛二）[99]
- KKTV 2020 K劇大賞 年度日本ドラマ大賞[100]
  - 年度ベスト人気作品賞
  - ベスト助演男優賞（町田啓太）
  - ベスト脚色賞（吉田恵里香、おかざきさとこ）
- 第106回ザテレビジョンドラマアカデミー賞[101]
  - 最優秀作品賞
  - 助演男優賞（町田啓太）
- TV LIFE第30回年間ドラマ大賞2020[102]
  - 作品賞
  - 助演男優賞 (町田啓太）
- 第37回ATP賞テレビグランプリ
  - 「ドラマ部門」優秀賞[103]
- TVstation ドラマ大賞2021
  - 特別賞[104]

### ロケ地
- 夢の大橋（東京都江東区青海）：エンディングで安達と黒沢が一緒に歩いている場所[105]。
- 国際展示場駅（東京都江東区有明）：安達が黒沢に告白した場所[105]。
- エム・ベイポイント幕張（千葉県千葉市美浜区中瀬）：通勤中の安達が魔法に気付き慌てる場所[105]。
- レアールつくの商店街（神奈川県横浜市鶴見区）：安達行きつけのおにぎり販売カーがある商店街[105]。

### 放送日程
| 話数   | 放送日   | 脚本           | 監督     | 使用原作                                    |
| ------ | -------- | -------------- | -------- | ------------------------------------------- |
| 第1話  | 10月09日 | 吉田恵里香     | 風間太樹 | 1話                                         |
| 第2話  | 10月16日 | 吉田恵里香     | 風間太樹 | 2話、2.5話、3話                             |
| 第3話  | 10月23日 | 吉田恵里香     | 湯浅弘章 | 4話、5話、柘植編、7話                       |
| 第4話  | 10月30日 | 吉田恵里香     | 湯浅弘章 | 8話、9話                                    |
| 第5話  | 11月06日 | おかざきさとこ | 林雅貴   | 4話、10話、柘植編その(2)                    |
| 第6話  | 11月13日 | おかざきさとこ | 林雅貴   | 11話、柘植編その(2)、12話、13話、14話、15話 |
| 第7話  | 11月20日 | 吉田恵里香     | 風間太樹 | 黒沢編、16話、17話                          |
| 第8話  | 11月27日 | 吉田恵里香     | 風間太樹 |                                             |
| 第9話  | 12月04日 | おかざきさとこ | 湯浅弘章 |                                             |
| 第10話 | 12月11日 | おかざきさとこ | 湯浅弘章 |                                             |
| 第11話 | 12月18日 | 吉田恵里香     | 風間太樹 |                                             |
| 第12話 | 12月25日 | 吉田恵里香     | 風間太樹 |                                             |

### 放送局（テレビドラマ）
| 放送期間                                   | 放送時間                                                                               | 放送局       | 対象地域・備考      |
| ------------------------------------------ | -------------------------------------------------------------------------------------- | ------------ | ------------------- |
| 2020年10月9日 - 12月25日                   | 金曜 1:00 - 1:30（木曜深夜）                                                           | テレビ東京   | 関東広域圏 / 制作局 |
|                                            |                                                                                        | テレビ大阪   | 大阪府              |
|                                            |                                                                                        | テレビ愛知   | 愛知県              |
| 2020年10月14日 - 12月30日                  | 水曜 0:00 - 0:30（火曜深夜）                                                           | BSテレ東     | 日本全域            |
| 2020年11月18日 - 2021年2月10日             | 水曜 1:00 - 1:30（火曜深夜）                                                           | 熊本放送     | 熊本県              |
| 2020年11月19日 - 2021年2月4日              | 木曜 2:22 - 2:52（水曜深夜）                                                           | テレビ和歌山 | 和歌山県            |
| 2020年12月16日 - 2021年3月4日              | 木曜 1:00 - 1:30（水曜深夜）                                                           | TVQ九州放送  | 福岡県              |
| 2020年12月30日 2020年12月31日 2021年1月2日 | 水曜 0:35 - 1:35（火曜深夜） 木曜 1:05 - 3:00（水曜深夜） 土曜 1:35 - 4:30（金曜深夜） | テレビ北海道 | 北海道              |

- 当初、サブスクリプション配信はTSUTAYAプレミアムの独占だったが、2021年12月より他社からも解禁されている[107][108]。

| テレビ東京系 木ドラ25                              | テレビ東京系 木ドラ25                                               | テレビ東京系 木ドラ25                              |
| 前番組                                             | 番組名                                                              | 次番組                                             |
| -------------------------------------------------- | ------------------------------------------------------------------- | -------------------------------------------------- |
| テレビ演劇 サクセス荘2 （2020年7月10日 - 9月25日） | 30歳まで童貞だと魔法使いになれるらしい （2020年10月9日 - 12月25日） | あなた犯人じゃありません （2021年1月8日 - 3月5日） |

- 2021年6月25日の午前0時30分(24日深夜)にテレビ東京にて第１話が再放送される予定。ギャラクシー賞マイベストTV賞受賞を記念してである[109]。

### Blu-ray BOX
| 発売日         | 規格品番  | JANコード         |
| -------------- | --------- | ----------------- |
| 2021年03月24日 | TCBD-1053 | JAN 4562474225298 |

- オリコン週間 Blu-rayランキング

2021年04月05日付
（2021年03月22日〜2021年03月28日）において、初動19247枚を売り上げ3位を記録
- 初回購入者向けに「発売記念イベント」と称した有料(2500円)オンラインイベントが2021年4月24日に開催。赤楚衛二、町田啓太が出演した[111]。
- TSUTAYAプレミアムで独占配信されていたスピンオフドラマ(「バレンタイン編」「六角編」「柘植・湊編」)が、メイキング等とともに特典映像に収録されている。
- テレビ東京（テレ東本舗WEB）のオリジナル特典は、ブロマイド写真3枚である。

## テレビドラマ（タイ版）
2022年11月22日にタイの制作会社GMMTVが開催した「GMMTV 2023 DIVERSELY YOURS,」のイベント内にて、「CHERRY MAGIC 30 ยังซิง」としてリメイクされることが発表された。主演はGMMTV所属で『Dark Blue Kiss 〜僕のキスは君だけに〜』(2019)でカップル役を演じた俳優ニューとテイが務める。
2023年7月12日にはパイロット版の映像が公開された。

### キャスト（テレビドラマ）
※タイ版役名（原作名）
- アチ (安達清)：ティティプーン・テーシャアパイクン (ニュー)
- カラン (黒沢優一)：タワン・ウィホクラット (テイ)
- ジンタ (柘植将人)：パナチャイ・シーアーリアルングルーアン (ジュニア)
- ミン (綿矢湊)：ジランタニン・トライラッタナヨン (マーク)
- ロック (六角祐太)：ハリット・チーワカルン (シング)
- パイ (藤崎希)：プローイションプー・スパサップ (ジャン)
- ドゥジダオ：タナポーン・ワクプラユーン (パーン)
- 田中：ロージ先生

### 主題歌
- 「แอบตะโกน (Loudest Love)」 -Tay Tawan, New Titipoom[115]
- 「พลังวิเศษของคนไม่พิเศษ (Everything is Magic)」 - New Titipoom[116]
- 「ถ้าเธอได้ยิน (Voice Within)」 -Tay Tawan[117]

### 放送日程
| 話数 | 放送日         |
| ---- | -------------- |
| 1話  | 2023年12月9日  |
| 2話  | 2023年12月16日 |
| 3話  | 2023年12月23日 |
| 4話  | 2024年1月6日   |
| 5話  | 2024年1月13日  |
| 6話  | 2024年1月20日  |
| 7話  | 2024年1月27日  |
| 8話  | 2024年2月3日   |
| 9話  | 2024年2月10日  |
| 10話 | 2024年2月17日  |
| 11話 | 2024年2月24日  |
| 12話 | 2024年3月2日   |

## 映画
上記テレビドラマの続編として、『チェリまほ THE MOVIE 〜30歳まで童貞だと魔法使いになれるらしい〜』（チェリまほ ザ・ムービー 30さいまでどうていだとまほうつかいになれるらしい）のタイトルで2022年4月8日に公開された。

### キャスト（映画）
- 安達清：赤楚衛二
- 柘植将人：浅香航大
- 綿矢湊：ゆうたろう
- 六角祐太：草川拓弥（超特急）
- 藤崎希：佐藤玲
- 浦部健吾：鈴之助
- 楠本：松尾諭[120]
- 安達の父：遠山俊也[121]
- 安達の母：榊原郁恵[121]
- 黒沢の父：鶴見辰吾[121]
- 黒沢の母：松下由樹[121]
- 黒沢優一：町田啓太

### スタッフ（映画）
- 原作・監修：豊田悠『30歳まで童貞だと魔法使いになれるらしい』（掲載『ガンガンpixiv』スクウェア・エニックス刊）
- 監督：風間太樹
- 脚本：坂口理子
- 音楽：堀口純香
- 主題歌：Omoinotake「心音」（ソニー・ミュージックレーベルズ）[121]
- 挿入歌：DEEP SQUAD「Gimme Gimme」（ソニー・ミュージックレーベルズ）[121]
- プロデューサー：本間かなみ、井原梓、熊谷理恵
- 撮影：飯田佳之
- 照明：谷本幸治
- 録音：石寺健一
- 美術：伊藤圭哉
- 装飾：岩本智弘
- スタイリスト：白石妙子
- ヘアメイク：金山貴成
- 編集：加藤ひとみ
- 助監督：松下洋平
- 制作担当：碓井祐介
- 配給：アスミック・エース
- 制作：テレビ東京、ラフ・アット
- 製作著作：「チェリまほ THE MOVIE 〜30歳まで童貞だと魔法使いになれるらしい〜」製作委員会（テレビ東京、スクウェア・エニックス、アスミック・エース、ソニー・ミュージックエンタテインメント）

### 特別番組（映画）
映画に先駆けて特別番組（赤楚衛二、町田啓太の対談や映画の見どころなど）が放送された。放送局は以下の通り。
- 2022/3/30(水)24:00〜

テレビ東京、
テレビ愛知、
テレビ北海道、
テレビせとうち
- 2022/4/2(土)25:30〜

テレビ大阪
- 2022/4/5(火)24:00〜

BSテレ東

### テレビ放送
| 回数 | 放送局         | 放送形態       | 放送日                  | 放送時間 | 備考                         |
| ---- | -------------- | -------------- | ----------------------- | -------- | ---------------------------- |
| 1    | テレビ東京ほか | 本編ノーカット | 2024年1月3日（2日深夜） | 1:05 -   | テレビアニメ化記念での放送。 |

## テレビアニメ
2023年7月、テレビアニメ化が発表された。2024年1月から3月までテレビ東京ほかにて放送された。

### スタッフ（テレビアニメ）
- 原作 - 豊田悠[7]
- 監督 - 奥田佳子[7]
- スーパーバイザー - 川越崇弘
- シリーズ構成 - 金春智子[7]
- キャラクターデザイン - 岸田隆宏[7]
- 美術設定 - 古宮陽子[8]
- 美術監督 - 佐藤豪志[8]
- 色彩設計 - 中山久美子[8]
- CGIディレクター - 黒澤友之
- 撮影監督 - 久保田淳[8]
- 編集 - 兼重涼子[8]
- 音響監督 - 宮村優子[8]
- 音楽 - 長谷川智樹[8]
- 音楽制作 - エイベックス・ピクチャーズ[8]
- プロデューサー - 山田唯莉子、山口舞、奥村葉、西浩子、峰彩子、鹿志村絵美、石田雄作、加藤有宏
- アニメーションプロデューサー - 岸田美紀
- アニメーション制作 - サテライト[7]
- 製作 - アニメ「チェリまほ」製作委員会

### 主題歌
「はじめては全部君がいい」
声にならないよによるオープニングテーマ。作詞は若宮めめ、作曲はHiRo、編曲は声にならないよ。
「マジカルラブ」
安達清＆黒沢優一（小林千晃・鈴木崚汰）によるエンディングテーマ。作詞・作曲・編曲は栗原暁（Jazzin' park）、中村瑛彦。
「マジカルラブ（黒沢心の声だだ漏れVer）」
安達清＆黒沢優一（小林千晃・鈴木崚汰）による第3話エンディングテーマ。
「マジカルラブ（黒沢ソロ ピアノVer）」
黒沢優一（鈴木崚汰）による第5話・第9話エンディングテーマ。編曲は栗林悟。
「マジカルラブ（安達ソロ ギターVer）」
安達清（小林千晃）による第7話・第11話エンディングテーマ。編曲は久保田真悟（Jazzin' park）。

### 各話リスト
| 話数   | 脚本     | 絵コンテ            | 演出       | 作画監督                                                                                                 | 総作画監督        | 初放送日       |
| ------ | -------- | ------------------- | ---------- | --- | ----------------- | -------------- |
| 第1話  | 金春智子 | 奥田佳子            | 江副仁美   | 黒岩裕美 李少雷 澤井真紀 伊藤亜矢子 今井雅美                                                             | -                 | 2024年 1月11日 |
| 第2話  | 平見瞠   | 宮﨑なぎさ          | 新井美穂   | 石本英治 原田峰文 臼田美夫 鈴木春香                                                                      | 石本英治          | 1月18日        |
| 第3話  | 冨田頼子 | 榎本守              | 間島崇寛   | 郷敏治 Echo Animation                                                                                    | -                 | 1月25日        |
| 第4話  | 金春智子 | 赤根和樹            | 佐藤英一   | 伊藤亜矢子 澤井真紀 今井雅美 福江光恵 盛刚 胡慶丹                                                        | 黒岩裕美 長尾波奈 | 2月1日         |
| 第5話  | 平見瞠   | 赤根和樹            | 佐藤ちゃこ | 小見川美穂 戸川克洋                                                                                      | -                 | 2月8日         |
| 第6話  | 冨田頼子 | 郷敏治              | 安藤貴史   | 黒翼氷嵐 河野恵子 石田充知子 何燁 羅小益                                                                 | -                 | 2月15日        |
| 第7話  | 金春智子 | 大嶋博之            | 徐傳峰     | 飯飼一幸 柳瀬譲二 鈴木幸江 李少雷 伊藤亜矢子                                                             | -                 | 2月22日        |
| 第8話  | 平見瞠   | 康村諒              | 康村諒     | 王斌 胡慶丹 福江光恵 櫻井拓郎 Echo Animation                                                             | 柳瀬譲二 澤井真紀 | 2月29日        |
| 第9話  | 冨田頼子 | 高嶋友也 海野なまこ | 大久保唯男 | 旨汁 岡田雅人 金炅垠 森悦史 長城動画 無錫亮度塗鴉文化傳媒有限公司 パクジュヒョン キムウォンヨン 吉岡敏幸 | -                 | 3月7日         |
| 第10話 | 平見瞠   | 吉田りさこ          | 阿部雅司   | 原田峰文 臼田美夫 志賀道憲 吴晓菜 鈴木春香                                                               | 石本英治          | 3月14日        |
| 第11話 | 金春智子 | 赤根和樹            | 江副仁美   | 藤優子 鈴木幸江 吉岡敏幸 李少雷 大河広行                                                                 | 黒岩裕美          | 3月21日        |
| 第12話 | 金春智子 | 康村諒              | 康村諒     | 郷敏治 澤井真紀 伊藤亜矢子 柳瀬譲二 吉岡敏幸 鈴木幸江 李少雷 黒岩裕美                                    | -                 | 3月28日        |

### 放送局（テレビアニメ）
| 放送期間                                           | 放送時間                                                  | 放送局             | 対象地域   | 備考                              |
| -------------------------------------------------- | --------------------------------------------------------- | ------------------ | ---------- | --------------------------------- |
| 2024年1月11日 - 3月28日                            | 木曜 0:00 - 0:30（水曜深夜）                              | テレビ東京         | 関東広域圏 | 製作参加 / テレビ東京の深夜アニメ |
|                                                    | 木曜 0:30 - 0:59（水曜深夜）                              | BSテレ東           | 日本全域   | 製作参加 / BS/BS4K放送            |
|                                                    | 木曜 1:30 - 2:00（水曜深夜）                              | テレビ愛知         | 愛知県     | 製作参加                          |
|                                                    | 木曜 1:35 - 2:05（水曜深夜）                              | テレビ大阪         | 大阪府     | 製作参加                          |
| 2024年1月18日 - 3月28日                            | 木曜 1:45 - 2:15（水曜深夜）                              | 静岡放送           | 静岡県     | 『スーパーアニメ6区』枠           |
| 2024年1月19日 - 3月29日                            | 金曜 0:05 - 0:35（木曜深夜）                              | テレビ和歌山       | 和歌山県   |                                   |
|                                                    | 金曜 0:26 - 0:56（木曜深夜）                              | 東北放送           | 宮城県     | 『寝られなアニメ』枠              |
| 2024年1月20日 - 4月6日                             | 土曜 1:53 - 2:23（金曜深夜）                              | テレビユー福島     | 福島県     |                                   |
|                                                    | 土曜 2:23 - 2:53（金曜深夜）                              | チューリップテレビ | 富山県     |                                   |
| 2024年1月26日 -                                    | 金曜 2:00 - 2:30（木曜深夜）                              | 鹿児島テレビ放送   | 鹿児島県   |                                   |
| 2024年1月27日 -                                    | 土曜 1:53 - 2:23（金曜深夜）                              | テレビユー山形     | 山形県     |                                   |
|                                                    |                                                           | IBC岩手放送        | 岩手県     |                                   |
| 2024年2月1日 -                                     | 木曜 1:30 - 2:00（水曜深夜）                              | 北陸放送           | 石川県     |                                   |
| 2024年2月3日 - 3月30日 2024年4月7日 - 4月21日      | 土曜 1:53 - 2:23（金曜深夜） 日曜 1:28 - 1:58（土曜深夜） | 新潟放送           | 新潟県     | 『BSN アニメ』枠                  |
| 2024年2月24日 -                                    | 土曜 1:53 - 2:23（金曜深夜）                              | 熊本放送           | 熊本県     |                                   |
| 2024年2月26日 -                                    | 月曜 1:20 - 1:50（日曜深夜）                              | テレビ山梨         | 山梨県     | 『ネムラセナイト』枠              |
| テレビ東京・BSテレ東・テレビ大阪では字幕放送対応。 |                                                           |                    |            |                                   |

| 配信開始日    | 配信時間                   | 配信サイト                                                                                               | 備考         |
| ------------- | -------------------------- | --- | ------------ |
| 2024年1月11日 | 木曜 12:00 更新            | ABEMA U-NEXT アニメ放題                                                                                  |              |
| 2024年1月14日 | 日曜 12:00 更新            | アニメタイムズ Lemino dアニメストア                                                                      |              |
|               |                            | Prime Video                                                                                              | 都度課金配信 |
| 2024年1月16日 | 火曜 12:00 更新            | Prime Video（見放題） DMM TV FOD AnimeFesta バンダイチャンネル Hulu                                      | 見放題配信   |
|               |                            | ニコニコチャンネル バンダイチャンネル                                                                    | 都度課金配信 |
|               | 火曜 23:00 更新            | ニコニコ生放送                                                                                           | 見放題配信   |
| 2024年1月17日 | 水曜 12:00 更新            | ネットもテレ東 TVer                                                                                      | 見放題配信   |
| 2024年1月19日 | 金曜 0:00（木曜深夜） 更新 | マンガUP! TELASA （見放題プラン） J:COM STREAM 見放題 スマートパスプレミアム milplus見放題パックプライム | 見放題配信   |
| 未発表        | 未発表                     | Google Play HAPPY!動画 ふらっと動画                                                                      | 都度課金配信 |

### BD
| 巻 | 発売日        | 収録話         | 規格品番     |
| -- | ------------- | -------------- | ------------ |
| 上 | 2024年3月27日 | 第1話 - 第6話  | EYXA-14313/4 |
| 下 | 2024年5月29日 | 第7話 - 第12話 | EYXA-14315/6 |

| テレビ東京 木曜 0:00 - 0:30（水曜深夜）                 | テレビ東京 木曜 0:00 - 0:30（水曜深夜）                                                | テレビ東京 木曜 0:00 - 0:30（水曜深夜） |
| 前番組                                                  | 番組名                                                                                 | 次番組                                  |
| ------------------------------------------------------- | -------------------------------------------------------------------------------------- | --------------------------------------- |
| 絆のアリル セカンドシーズン - ※アニマックスとの共同製作 | 30歳まで童貞だと魔法使いになれるらしい - ※BSテレ東・テレビ大阪・テレビ愛知との共同製作 | バーテンダー 神のグラス                 |

## 劇場アニメ
『『30歳まで童貞だと魔法使いになれるらしい』特別編集版』のタイトルで2024年12月13日公開決定。

## ミュージカル
『チェリまほ The Musical』〜30歳まで童貞だと魔法使いになれるらしい〜 のタイトルで、2025年4月11日から4月20日までKanadevia Hallで、4月25日から4月27日までアイプラザ豊橋で上演。脚本・演出は川尻恵太。
キャスト
主要キャストは#登場人物を参照。
- 黒沢茉莉 - 長谷川唯
- 朝比奈 - 郷本直也
- アンサンブル - 伊藤秀馬 / 岩間大樹 / 岡村拓真 / 進藤蒼 / 瀬戸口希哉 / 立花涼 / 久門大起

## 関連商品・イベント

### LINEスタンプ
- 「30歳まで童貞だと魔法使いになれるらしい」LINEスタンプ[16]

### 公式本
- 『チェリまほ THE MOVIE～30歳まで童貞だと魔法使いになれるらしい～』オフィシャルビジュアルブック（2022年4月21日発売）[128]

### イベント
- コラボインスタライブ（2020年11月26日開催）[129]
- オンラインイベント@タイ「MAGIC HOUR With Eiji Akaso & Keita Machida」（2021年02月27日開催、出演：赤楚衛二、町田啓太）[130]。
- 「30歳まで童貞だと魔法使いになれるらしい」 Blu-ray BOX発売記念オンラインイベント（2021年04月24日開催、出演：赤楚衛二、町田啓太）
- インスタライブ（2022年3月10日開催、出演：赤楚衛二、町田啓太）[131]
- コラボカフェ「チェリまほカフェ presented by 豊川」@ 東京・原宿「emo cafe」(2021年4月22日〜5月26日) [132][133][134]
- POP UP SHOP @ 東京・池袋P'PARCO３F (2021年6月22日～7月13日)[135]
- 映画『チェリまほ THE MOVIE』コラボレーションプラン - 京王プレッソイン大手町、京王プレッソイン東銀座にて[136]。
- コラボカフェ『チェリまほカフェ 〜Happy Wedding!〜』@motto cafe
  - 池袋店…2022/4/8(金)〜2022/6/12(日)
  - 心斎橋店…2022/6/22(水)〜2022/8/7(日)[137]

なお、当初は映画版の有料オンラインイベントが2022年4月3日に開催予定だった
が、町田が新型コロナ感染の為、延期となった。